# Prêmio eSports Brasil
O Prêmio eSports Brasil é a principal premiação de esports do Brasil. Sua primeira edição ocorreu em 2017, e desde então ocorre anualmente. Algumas fontes o descrevem como a principal premiação de esports da América Latina.
O PeB é uma plataforma única que acompanha os maiores nomes durante toda a temporada. O palco atrai a atenção de inúmeras fanbases e entrega momentos inesquecíveis para aproximar os fãs dos seus ídolos. Das partidas ao pódio, da indicação ao momento de erguer o troféu.

## Edições

### Anos 2010
| Cerimônia                  | Data                   | Melhor Atleta de eSports |
| -------------------------- | ---------------------- | ------------------------ |
| Prêmio eSports Brasil 2017 | 19 de dezembro de 2017 | Marcelo "coldzera" David |
| Prêmio eSports Brasil 2018 | 19 de dezembro de 2018 | André "nesk" Oliveira    |
| Prêmio eSports Brasil 2019 | 20 de dezembro de 2019 | Bruno "Nobru" Goes       |

### Década de 2020
| Cerimônia                  | Data                   | Melhor Atleta de eSports |
| -------------------------- | ---------------------- | ------------------------ |
| Prêmio eSports Brasil 2020 | 08 de dezembro de 2020 | Paulo "PVDDR" da Rosa    |
| Prêmio eSports Brasil 2021 | 16 de dezembro de 2021 | Gustavo "Psycho" Rigal   |
| Prêmio eSports Brasil 2022 | 16 de dezembro de 2022 | Erick "aspas" Santos     |
| Prêmio eSports Brasil 2023 | 14 de dezembro de 2023 | Erick "aspas" Santos     |
| Prêmio eSports Brasil 2024 | 12 de dezembro de 2024 | Erick "aspas" Santos     |